# Оаза Ширмахера

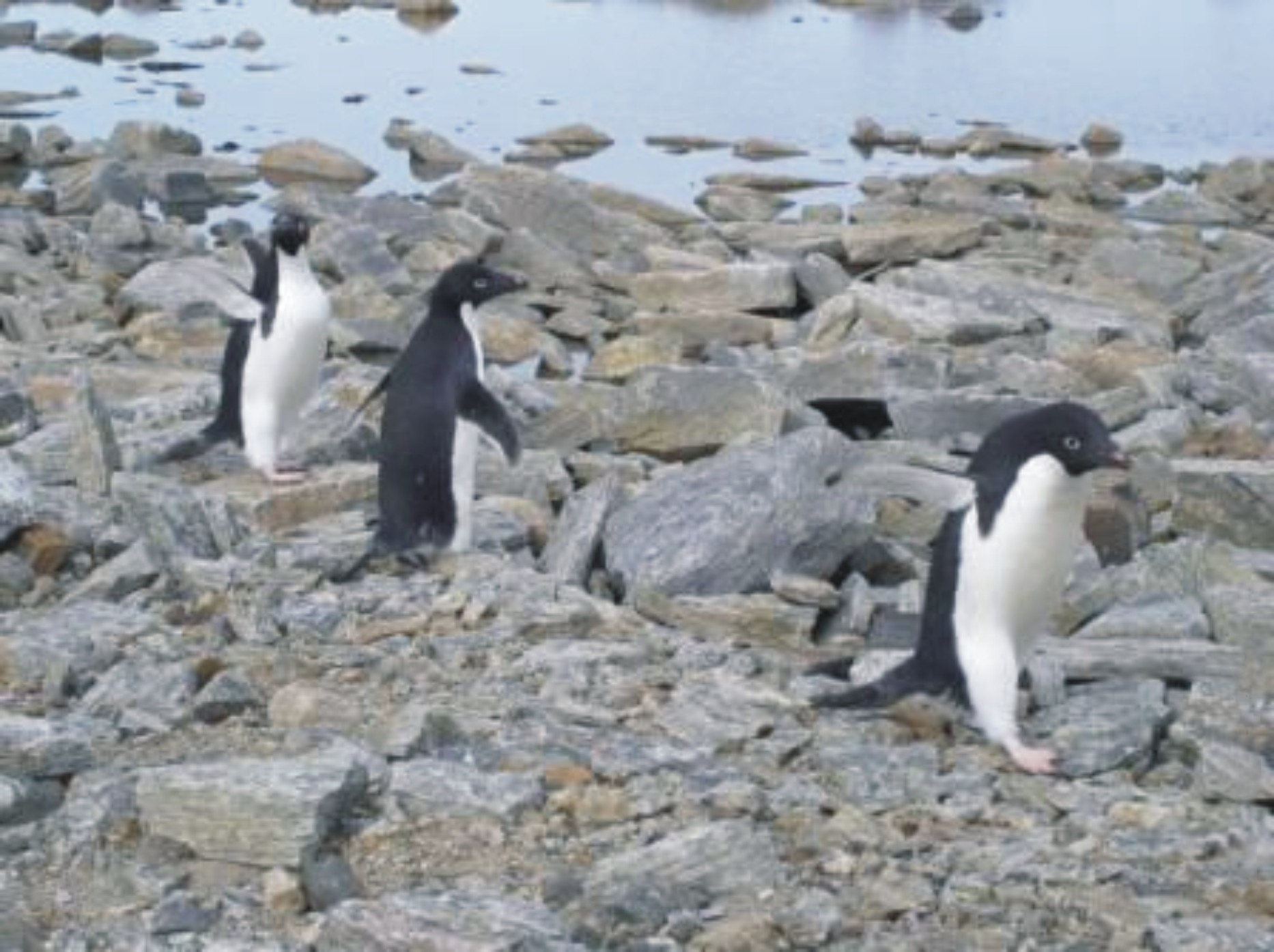
Пінгвіни Аделі в оазі Ширмахера

Оаза Ширмахера (англ. Schirmacher Oasis) — район у центральній частині Берега Принцеси Астрід, Земля Королеви Мод, Антарктида. Являє собою вільну від льоду ділянку оази площею приблизно 35 км², відокремлену від моря Лазарєва шельфовим льодовиком Нівлісен шириною близько 80 км.
Згладжені пагорби оази висотою до 221 м розділені улоговинами, в яких розташовуються численні озера. Уздовж північної частини оази розташовані водойми, з'єднані під шельфовим льодовиком з морем, про що свідчать чітко виражені припливні коливання рівня води.
Клімат оази Ширмахера відносно м'який для Антарктики, середньорічна температура становить -10,4 °C, середньорічна швидкість вітру — 9,7 м/с, середньорічна кількість опадів — 264,5 мм, кількість сонячних годин на місяць — 350.
Оазу відкрила 1939 року німецька експедиція А. Річера у процесі дослідження Нової Швабії. Льотчики люфтваффе виконали величезну роботу зі знімання місцевості, а тому цей район було названо на честь учасника експедиції — пілота Р. Ширмахера (нім. Richardheinrich Schirmacher).
На території оази Ширмахера розташовується антарктична станція Новолазарєвська, а також друга постійна антарктична станція Індії Майтрі.